# Брунсли

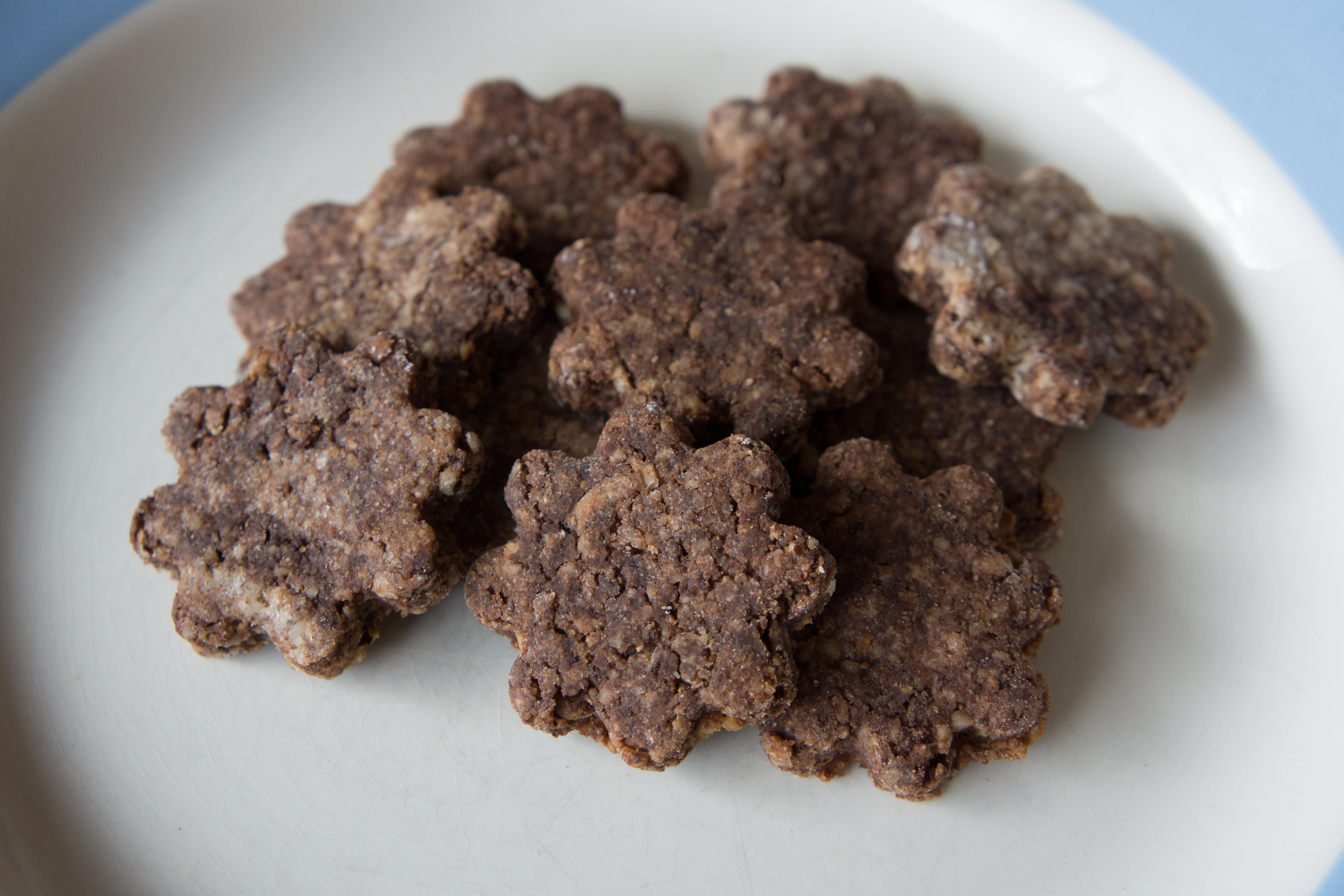
Брунсли

Бру́нсли (нем. Brunsli, от диал. Bruuns — «коричневый») — швейцарское миндально-шоколадное печенье родом из Базеля, указывается в литературе также как «базельские брунсли». Наряду с тирггелем и майлендерли является традиционным печеньем в Швейцарии на Рождество.
Самое раннее из сохранившихся упоминаний брунсли относится к 1725 году, когда печенье подали на десерт на приветственном обеде прибывшему в Базель новому священнику из Винтертура. Печенье понравилось, и вскоре его выпекали все местные кондитеры и хозяйки по торжественным случаям. Гостям на свадьбах вручали бумажные пакетики «балтис» с брунсли, миндальными сердечками, макарунами, анисовым хлебом и другими лакомствами. Рождественскими брунсли стали только к середине XIX века.
Брунсли существует в многочисленных вариантах. В базовом варианте тесто для брунсли замешивают из измельчённого миндаля с небольшим количеством муки, сахаром или сахарной пудрой, тёртым шоколадом на взбитых белках. Из раскатанного теста печенье вырезают выемками и выпекают при температуре в 240 °C. Готовые брунсли в жестяной банке можно хранить около двух недель в холодном и сухом месте.